# روی براون (بازیکن فوتبال، زاده ۱۹۲۵)
روی براون (انگلیسی: Roy Brown; ۱۰ ژوئن ۱۹۲۵ – دسامبر ۲۰۰۴ (۷۹ ساله)) بازیکن فوتبال اهل بریتانیا بود.
از باشگاه‌هایی که در آن بازی کرده‌است می‌توان به باشگاه فوتبال دارلینگتون اشاره کرد.